# Prozessorarchitektur
Die Prozessorarchitektur bezieht sich auf die spezifische Struktur und Organisation eines Prozessors, der ein wesentlicher Bestandteil von Computern und anderen elektronischen Geräten ist. Sie umfasst eine Vielzahl von Aspekten, darunter die Struktur der Befehlssätze, die Pipelining-Techniken, die Verwendung von Caches und Registern, die Anordnung der funktionellen Einheiten sowie die Art und Weise, wie Daten und Anweisungen im Prozessor verarbeitet werden.

## Geschichte
Die Entwicklung von Prozessorarchitekturen hat eine lange Geschichte, die bis in die Anfänge der modernen Computertechnik zurückreicht. In den 1940er und 1950er Jahren wurden die ersten elektronischen Computer entwickelt, die auf der von John von Neumann konzipierten Von-Neumann-Architektur basierten. Diese Architektur umfasste eine zentrale Verarbeitungseinheit (CPU), einen Speicher (RAM), Ein- und Ausgabeschnittstellen sowie eine Kontrolleinheit zur Steuerung des Ablaufs von Anweisungen.
Im Laufe der Zeit wurden verschiedene Architekturen entwickelt, um die steigenden Anforderungen an Leistung, Effizienz und Funktionalität zu erfüllen. Dazu gehören die CISC (Complex Instruction Set Computer)-Architektur, die RISC (Reduced Instruction Set Computer)-Architektur und die moderne x86-Architektur, die in den meisten Desktop- und Laptop-Computern verwendet wird.

## Diverse Prozessor-Architekturen
- ARM (Advanced RISC Machine) ist eine von ARM Holdings entwickelte Architektur, die für ihre Energieeffizienz und Skalierbarkeit bekannt ist. ARM-Prozessoren werden in einer Vielzahl von Geräten eingesetzt, darunter Smartphones, Tablets, eingebettete Systeme, IoT-Geräte und einige Server. Sie zeichnen sich durch eine niedrige Leistungsaufnahme aus, was sie besonders für batteriebetriebene Geräte attraktiv macht. ARM-Prozessoren verwenden in der Regel eine RISC (Reduced Instruction Set Computing)-Architektur, die auf einem vereinfachten Befehlssatz und einer effizienten Befehlsausführung basiert.[5][6][7] Die ARM-Architektur wird von einer Vielzahl von Herstellern lizenziert, darunter Unternehmen wie Qualcomm, Samsung, Apple und NVIDIA, was zu einer breiten Palette von Geräten und Produkten führt, die auf ARM-Technologie basieren. Darüber hinaus gibt es eine umfangreiche Entwicklergemeinschaft und eine große Auswahl an Entwicklungstools, Betriebssystemen und Software-Bibliotheken, die die Entwicklung auf ARM-basierten Plattformen erleichtern.[8]
- x86 ist eine Prozessorarchitektur, die von Intel entwickelt wurde und weit verbreitet in Desktop- und Laptop-Computern sowie in vielen Servern eingesetzt wird. Sie wird auch von AMD und anderen Herstellern lizenziert. x86-Prozessoren verwenden in der Regel eine CISC (Complex Instruction Set Computing)-Architektur, die einen komplexen Befehlssatz und eine hohe Befehlsdichte aufweist. Im Vergleich zu ARM-Prozessoren neigen x86-Prozessoren dazu, eine höhere Leistung pro Kern zu bieten, sind jedoch in der Regel energiehungriger und eignen sich daher möglicherweise weniger gut für batteriebetriebene Geräte.[9]
- MIPS: Eine frühe RISC-Architektur (Reduced Instruction Set Computer), die von MIPS Technologies entwickelt wurde. Obwohl sie heute nicht mehr so verbreitet ist wie x86 oder ARM, wird sie immer noch in einigen eingebetteten Systemen und speziellen Anwendungen eingesetzt.[10]
- Power Architecture: Ursprünglich von IBM entwickelt, wird die Power-Architektur heute von verschiedenen Herstellern wie IBM, Freescale (jetzt NXP) und Xilinx für High-Performance-Computing, Server und eingebettete Systeme verwendet.[11]
- SPARC: Eine Architektur, die von Oracle (früher Sun Microsystems) für deren SPARC-Prozessoren entwickelt wurde. SPARC wurde häufig in Servern und Workstations eingesetzt, hat aber an Marktanteil verloren.[12]
- RISC-V: Eine offene, auf RISC-Prinzipien basierende Architektur, die von der RISC-V Foundation entwickelt wird. RISC-V ist lizenzfrei und wird von einer wachsenden Anzahl von Unternehmen und Organisationen für verschiedene Anwendungen und Forschungszwecke eingesetzt.[13][14]
- Itanium (IA-64): Eine Architektur, die von Intel und HP entwickelt wurde, um hochskalierbare Server und Workstations zu bedienen. Obwohl es geplant war, dass IA-64 „Itanium“ die x86-Architekur „IA-32“, zu der sie inkompatibel ist, irgendwann ersetzt, wurde sie durch die Weiterentwicklung von x86 zu x64 (federführend durch den Intel-Konkurrenten AMD) und der sich daraus ergebenden Dominanz von x86-Prozessoren am Server- und Workstation-Markt schließlich eingestellt.[15][16][17]

x86 ist weit verbreitet in der PC- und Server-Industrie und wird von den meisten Desktop-Betriebssystemen wie Windows, macOS und Linux unterstützt. ARM-Prozessoren werden hingegen oft in Geräten mit spezieller Software eingesetzt und erfordern möglicherweise spezielle Anpassungen oder Betriebssysteme, obwohl ARM in den letzten Jahren in den PC-Markt eingedrungen ist und einige Betriebssysteme wie Windows 10 ARM unterstützen.

### Nennenswerte Unterschiede in verschiedenen Architekturen
- Befehlssatzarchitektur (ISA): Die ISA definiert die Befehle, die ein Prozessor ausführen kann, sowie das Format dieser Befehle und die Art und Weise, wie sie Daten manipulieren können. Einige Architekturen verwenden einen komplexen Befehlssatz (CISC), während andere einen reduzierten Befehlssatz (RISC) verwenden. Die Unterschiede in der ISA können Auswirkungen auf die Leistung, die Energieeffizienz und die Komplexität des Prozessors haben.[19]
- Pipeline-Architektur: Die Pipeline-Architektur teilt den Ausführungspfad von Instruktionen in mehrere Stufen auf, die parallel bearbeitet werden können. Die Anzahl und die Art der Pipelinestufen können zwischen verschiedenen Architekturen variieren, was sich auf die Ausführungsgeschwindigkeit und die Latenzzeit auswirken kann.[20][21]
- Cache-Hierarchie: Die Organisation und Größe des Cache-Speichers, einschließlich L1-, L2- und L3-Caches, kann je nach Architektur unterschiedlich sein. Die Cache-Hierarchie beeinflusst die Speicherlatenz und den Durchsatz des Prozessors.[22]
- Register-Datei und Registerbreite: Die Anzahl der Register und ihre Breite können zwischen verschiedenen Architekturen variieren. Mehr Register können die Registerumbenennung und -optimierung erleichtern, was sich auf die Leistung auswirken kann.[23][24]
- Funktionale Einheiten: Die Anzahl und Art der funktionalen Einheiten, wie z. B. ALUs (Arithmetic Logic Units), FPU (Floating Point Unit) und SIMD (Single Instruction, Multiple Data) Einheiten, können zwischen verschiedenen Architekturen variieren und beeinflussen die Fähigkeiten des Prozessors in der Ausführung bestimmter Arten von Berechnungen.[25]
- Speicherzugriff und Busarchitektur: Die Organisation des Speicherzugriffs und die Art und Weise, wie Daten zwischen dem Prozessor und dem Speicher übertragen werden, können zwischen verschiedenen Architekturen variieren. Dies kann Auswirkungen auf die Speicherlatenz, den Durchsatz und die Skalierbarkeit haben.[26][27]
- Energieeffizienz- und Stromsparfunktionen: Moderne Prozessorarchitekturen enthalten oft Funktionen zur Energieverwaltung und zum Stromsparen, die sich in ihrer Effektivität und Komplexität unterscheiden können. Diese Funktionen können den Energieverbrauch des Prozessors bei unterschiedlichen Arbeitslasten und Betriebszuständen optimieren.